# Alicia Rubio
Pour les articles homonymes, voir Rubio.
Alicia Rubio, née à Madrid le 15 septembre 1986, est une actrice espagnole de cinéma, de théâtre et de télévision.

## Biographie
Alicia a été formée à l'école d'art dramatique de Juan Carlos Corazza. Elle s'est également formée auprès de professeurs tels que Julio Chávez et Claudio Tolcachir. Elle commence sa carrière en participant à des séries télévisées telles que Mesa para cinco, Alquilados et Cuestión de sexo.
Au cinéma, elle fait ses premières incursions dans les films 8 citas, de Peris Romano et Rodrigo Sorogoyen, et After, d'Alberto Rodríguez Librero. En 2012, elle participe en tant qu'actrice secondaire au film Primos de Daniel Sánchez Arévalo, où elle joue Toña, une infirmière et petite amie du personnage José Miguel (Adrián Lastra).
En 2013, elle rejoint la huitième saison de la série quotidienne de l'après-midi Amar es para siempre, diffusée quotidiennement sur Antena 3. Rubio a joué le rôle de Macarena, une jeune étudiante en droit à une époque où il n'était pas courant que les femmes fassent des études. Cette même année, elle a tenu un petit rôle dans le film La gran familia española de Daniel Sánchez Arévalo. Pour cette performance, elle a remporté le prix du meilleur second rôle féminin aux Actors' Union Awards,.
En 2014, après avoir quitté Amar es para siempre, Rubio participe à huit épisodes de la série de Cuatro Ciega a citas, où elle incarne Alegría.
En 2015, elle revient à la télévision avec la série Algo que celebrar, sur Antena 3, qui n'a duré qu'une saison en raison de ses faibles audiences. Elle a également participé à la première saison de la série Mar de plástico avec un personnage épisodique. Nous l'avons également vue[style à revoir] dans le film de la réalisatrice María Ripoll Ahora o Nunca, avec María Valverde et Dani Rovira.
En 2016, elle apparaît dans le film La Colère d'un homme patient, réalisé par son compagnon depuis dix ans, l'acteur Raúl Arévalo.
Rubio se produit dans de nombreuses productions théâtrales. Elle a participé à la pièce Los miércoles no existen mise en scène par Maite Peréz Astorga et Peris Romano. Elle a également joué dans Dentro y Fuera, écrite et mise en scène par Víctor García León ; Cuatro estaciones y un día, avec Sergio Mur au Teatro Lara et mise en scène par Miguel Ángel Cárcano ; Muere, Numancia, muere, écrite par Carlos Be et mise en scène par Sonia Sebastián ; Pequeña Pieza Psicopática, mise en scène par Hernán Gristenin ; Los trapos sucios mise en scène par Ana López-Segovia et Juventudes mise en scène par Natxo López,.
Elle a également joué dans plusieurs courts métrages, dont Sinceridad, réalisé par Paco Caballero, dans lequel elle joue aux côtés de Raúl Arévalo et pour lequel elle a remporté le prix de la meilleure actrice du festival Cortogenia en 2010. Elle a également participé à Cristales y De noche y de pronto, un court-métrage qui a été nommé aux prix Goya en 2014.

## Filmographie

### Cinema
| Année | Titre                         | Personnage | Réalisateur                       |
| ----- | ----------------------------- | ---------- | --------------------------------- |
| 2008  | 8 citas                       | Novia      | Peris Romane et Rodrigo Sorogoyen |
| 2009  | After                         | Laura      | Alberto Rodríguez                 |
| 2011  | Primos                        | Toña       | Daniel Sánchez Arévalo            |
| 2013  | La gran familia española      | Marisa     | Daniel Sánchez Arévalo            |
| 2014  | Las ovejas no pierden en tren | Vanesa     | Álvaro Fernández Armero           |
| 2015  | Ahora o nunca                 | Belén      | María Ripoll                      |
| 2016  | La Bruja                      | Teresa     | Justin Price                      |
| 2016  | La Colère d'un homme patient  | Carmen     | Raúl Arévalo                      |
| 2017  | Selfie                        | Alicia     | Víctor García León                |

### Télévision
| Année       | Titre                  | Personnage           | Chaîne             | Notes        |
| ----------- | ---------------------- | -------------------- | ------------------ | ------------ |
| 2009        | Cuestión de sexo       | Ana                  | Cuatro             | 1 épisode    |
| 2009        | La parejita            | Emilia               | El Jueves          | 59 épisodes  |
| 2013        | Amar es para siempre   | Macarena Ponce       | Antena 3           | 165 épisodes |
| 2014        | Ciega a citas          | Alegría              | Cuatro             | 8 épisodes   |
| 2015        | Mar de plástico        | Esther Ruiz          | Antena 3           | 1 épisode    |
| 2015        | Algo que celebrar      | Mariví González      | Antena 3           | 8 épisodes   |
| 2017        | Tiempos de guerra      | Verónica Montelllano | Antena 3           | 13 épisodes  |
| 2018 - 2021 | Pequeñas coincidencias | Elisa                | Amazon Prime Video | 30 épisodes  |
| 2020        | Luimelia               | Ingrid               | Atresplayer        | 1 épisode    |
| 2021        | HIT                    | Eva                  | La 1               | 10 épisodes  |

## Prix et nominations
Cortogenia
| Année | Catégorie                         | Film       | Résultat   |
| ----- | --------------------------------- | ---------- | ---------- |
| 2010  | Meilleure interprétation féminine | Sinceridad | Vainqueure |

Unión de Actores y Actrices
| Année | Catégorie                               | Film                     | Résultat   |
| ----- | --------------------------------------- | ------------------------ | ---------- |
| 2013  | Meilleure second rôle féminin au cinema | La gran familia española | Vainqueure |

## Vie personnelle
Pendant dix ans, elle a entretenu une relation amoureuse avec l'acteur et réalisateur Raúl Arévalo, avec lequel elle a coïncidé[style à revoir] plus d'une fois sur le grand écran,.